# Мышлаевский, Александр Захарьевич
Александр Захарьевич Мышлаевский (1856—1920) — русский военный деятель и историк, генерал от инфантерии.

## Биография
Родился в Златополе Чигиринского уезда Киевской губернии 12 (24) марта 1856 года. Сын коллежского асессора Захара Яковлевича Мышлаевского.
Окончил Житомирскую гимназию (1874), Михайловское артиллерийское училище (1877) и Николаевскую академию Генштаба (1884).
В 1884—1898 годах служил в войсках на строевых и штабных должностях, в штабе Киевского военного округа, Главном штабе.
С 1898 года — экстраординарный, затем ординарный (1898—1905) и заслуженный (1905) профессор кафедры истории русского военного искусства Николаевской академии Генштаба; одновременно, в 1899—1903 годах был начальником Военно-учёного архива Главного штаба.
В 1905—1908 годах — дежурный генерал Главного штаба, в 1908—1909 годы — начальник Главного штаба. С марта по сентябрь 1909 года — начальник Главного управления Генерального штаба.
С сентября 1909 года — командир 2-го Кавказского армейского корпуса.
С декабря 1913 года — помощник по военной части Наместника на Кавказе.
После вступления Турции в Первую мировую войну, в 1914 году был назначен помощником главнокомандующего Кавказской армией. Во время Сарыкамышского сражения в декабре 1914 года, неправильно оценив обстановку, отдал приказ к отступлению, покинул армию и выехал в Тифлис. В Тифлисе Мышлаевский представил доклад об угрозе турецкого вторжения на Кавказ, чем вызвал дезорганизацию тыла армии. Однако, начальник штаба генерал Н. Н. Юденич взяв на себя командование и подтянув резервы, искусно маневрируя, разбил турецкий корпус.
В январе 1915 года Мышлаевский был отстранён от командования, в марте того же года уволен в отставку. Прозван «Паническим генералом». Через несколько месяцев вновь принят на службу, назначен председателем Комитета по делам металлургической промышленности. С августа 1916 года — главный уполномоченный по снабжению металлами.
После Февральской революции, в марте—июне 1917 года, занимал должность командующего войсками Казанского военного округа.
Организатор Русского военно-исторического общества.
Прототипом героя романа М. А. Булгакова «Белая Гвардия», носящего такое же имя, А. З. Мышлаевский не является (реальным прототипом, по распространённой оценке, может являться друг детства Булгакова Николай Николаевич Сынгаевский).

## Награды
- Орден Святой Анны 3-й степени (1886)
- Орден Святого Станислава 2-й степени (1890)
- Орден Святой Анны 2-й степени (1896)
- Орден Святого Владимира 4-й степени (1899)
- Орден Святого Владимира 3-й степени (1903)
- Орден Святого Станислава 1-й степени (1904)
- Орден Святой Анны 1-й степени (1908)
- Орден Святого Владимира 2-й степени (06.12.1911)
- Орден Белого орла (ВП 06.12.1915)
- Орден Святого Александра Невского (ВП 06.12.1916)